# سيدني كارتر (كرة سلة)
سيدني كارتر (بالإنجليزية: Sydney Carter)‏ مواليد 18 نوفمبر 1990 في دالاس، هي لاعبة كرة سلة أمريكية. بدأت مسيرتها الاحترافية في سنة 2012. تم اختيارها من قبل فريق شيكاغو سكاي خلال الدرافت. يبلغ طولها 5 قدم 6 بوصة (1.7 م). لعبت كرة السلة الجامعية في جامعة تكساس إيه اند إم.

## المسيرة الاحترافية
لعبت مع شيكاغو سكاي في سنة 2012، ثم لعبت مع كونيتيكت صن في سنة 2013، ثم لعبت مع إنديانا فيفر في سنة 2014، ثم لعبت مع أتلانتا دريم في سنة 2015.

## روابط خارجية
- سيدني كارتر على موقع الاتحاد الوطني لكرة السلة النسائية (الإنجليزية)
- سيدني كارتر على موقع كرة السلة الأوروبية.كوم (الإنجليزية)
- سيدني كارتر على موقع كلية كرة السلة في سبورتس رفرنس.كوم (الإنجليزية)
- سيدني كارتر على موقع بروبوليرز (الإنجليزية)
- سيدني كارتر على موقع سبورتس رفرنس (الإنجليزية)